# Афанасовка (Московская область)
Афанасовка — деревня в Наро-Фоминском районе Московской области входит в состав городского поселения Наро-Фоминск. Численность постоянного населения по Всероссийской переписи 2010 года — 119 человек, в деревне числятся 11 улиц и 5 садовых товариществ. До 2006 года Афанасовка входила в состав Новофёдоровского сельского округа.

## География
Афанасовка расположена в центре района, на правом берегу реки Берёзовка (приток Нары), в 2 километрах к юго-востоку (через шоссе М3 Украина) от Наро-Фоминска, высота центра над уровнем моря 185 м. Ближайшие населённые пункты — Ивановка на противоположном берегу реки и посёлок Базисный Питомник в 0,8 км на северо-запад.